# Natalia Matveeva
Pour les articles homonymes, voir Matveeva.
Natalia Konstantinovna Matveeva (en russe : Ната́лья Константи́новна Матве́ева; née le 23 mai 1986 à Moscou) est une fondeuse russe. Sprinteuse, elle remporte deux victoires dans la Coupe du monde lors des saisons 2007-2008 et 2016-2017, où elle décroche aussi une médaille d'argent en sprint par équipes aux Championnats du monde à Lahti.

## Carrière
Participante de la Coupe du monde depuis 2004, elle obtient son premier podium individuel à Düsseldorf en octobre 2005 et sa première victoire dans ans plus tard au même lieu en sprint libre. C'est dans cette localité qu'elle a réalisé la plupart de ses résultats, y signant neuf podiums sur un total de quinze. En 2006, elle devient vice-championne du monde junior de sprint.
Durant la saison 2016-2017, Matveeva réalise parmi ses meilleures performances, gagnant son deuxième sprint en Coupe du monde à Toblach (aussi gagnante sur le sprint par équipes), ainsi que la médaille d'argent en sprint par équipes avec Yulia Belorukova aux Championnats du monde à Lahti, où elle est aussi neuvième du sprint individuel, soit son meilleur résultat personnel en sprint dans les grands événements.
Matveeva a participé à deux éditions des Jeux olympiques, à Turin en 2006 et à Sotchi en 2014 terminant respectivement trentième et vingtième en sprint.
Le 22 mars 2009, le site russe Allsport annonce que la fondeuse a fait l'objet d'un contrôle antidopage positif à l'EPO en janvier 2009 à Whistler. Elle revient à la compétition après deux ans de suspension en mars 2011.

## Palmarès

### Jeux olympiques
| Épreuve / Édition | Sprint | Sprint                           | 10 km                            | 10 km     | Poursuite / Skiathlon 2 × 7,5 km | 30 km | Relais | Relais   |
| Épreuve / Édition | libre  | classique                        | libre                            | classique | Poursuite / Skiathlon 2 × 7,5 km | 30 km | Sprint | 4 × 5 km |
| JO 2006 Turin     | 30e    | Épreuve inexistante à cette date | Épreuve inexistante à cette date | —         | —                                | —     | —      | —        |
| JO 2014 Sotchi    | 20e    | Épreuve inexistante à cette date | Épreuve inexistante à cette date | —         | —                                | —     | —      | —        |

Légende :
- : pas d'épreuve
- — : non disputée par Matveeva

### Championnats du monde
| Épreuve / Édition           | Sprint                           | Sprint                           | 10 km                            | 10 km                            | Poursuite / Skiathlon 2 × 7,5 km | 30 km | Relais                   | Relais   |
| Épreuve / Édition           | libre                            | classique                        | libre                            | classique                        | Poursuite / Skiathlon 2 × 7,5 km | 30 km | Sprint                   | 4 × 5 km |
| Mondiaux 2007 Sapporo       | Épreuve inexistante à cette date | 23e                              | —                                | Épreuve inexistante à cette date | —                                | —     | 12e                      | —        |
| Mondiaux 2009 Liberec       | DSQ                              | Épreuve inexistante à cette date | Épreuve inexistante à cette date | —                                | —                                | —     | —                        | —        |
| Mondiaux 2013 Val di Fiemme | Épreuve inexistante à cette date | 21e                              | —                                | Épreuve inexistante à cette date | —                                | —     | 7e                       | —        |
| Mondiaux 2015 Falun         | Épreuve inexistante à cette date | 16e                              | —                                | Épreuve inexistante à cette date | —                                | —     | 5e                       | —        |
| Mondiaux 2017 Lahti         | 9e                               | Épreuve inexistante à cette date | Épreuve inexistante à cette date | —                                | —                                | —     | Médaille d'argent, monde | —        |
| Mondiaux 2019 Seefeld       | 24e                              | Épreuve inexistante à cette date | Épreuve inexistante à cette date | —                                | —                                | —     | —                        | —        |

Légende :
- : deuxième place, médaille d'argent
- — : épreuve non disputée par Matveeva
- : pas d'épreuve
- DSQ : disqualifiée

### Coupe du monde
- Meilleur classement général : 17e en 2007.
- Meilleur classement en sprint : 3e en 2007.
- 12 podiums individuels : 2 victoires, 7 deuxièmes places et 3 troisièmes places.
- 7 podiums en épreuve collective : 2 victoires, 2 deuxièmes places et 3 troisièmes places.

#### Détail des victoires individuelles
| Épreuve / Édition | Sprint     | Sprint    |
| Épreuve / Édition | libre      | classique |
| 2007-08           | Düsseldorf |           |
| 2016-17           | Toblach    |           |

#### Classements en Coupe du monde
| Année     | Classement général final | Classement sprint | Classement distance |
| 2005-2006 | 29e                      | 13e               |                     |
| 2006-2007 | 17e                      | 3e                | 47e                 |
| 2007-2008 | 21e                      | 4e                |                     |
| 2008-2009 | 41e                      | 19e               |                     |
| 2011-2012 | 20e                      | 5e                | 58e                 |
| 2012-2013 | 64e                      | 36e               |                     |
| 2013-2014 | 59e                      | 30e               |                     |
| 2014-2015 | 32e                      | 9e                |                     |
| 2015-2016 | 34e                      | 15e               | 66e                 |
| 2016-2017 | 30e                      | 7e                |                     |
| 2017-2018 | 59e                      | 29e               |                     |
| 2018-2019 | 46e                      | 21e               |                     |

### Championnats du monde junior
- Kranj 2006 : 
  -  Médaille d'argent en sprint.

### Coupe d'Europe de l'Est
- Première du classement général en 2015.
- 20 podiums, dont 17 victoires.

### Championnats de Russie
- Championne sur le sprint en 2007, 2008, 2015, 2017 et 2019.